# Joseph Schaack
Joseph Schaack, né le 26 mars 1945 à Luxembourg-Ville (Luxembourg), est un syndicaliste et homme politique luxembourgeois, membre du Parti démocratique (DP).